# Husö, Helsingfors
Husö (finska: Talosaari) är en stadsdel och en halvö i Helsingfors. Husö är en del av Östersundoms distrikt och Östersundoms stordistrikt.